# Освіта в Норвегії
Освіта в Норвегії є обов'язковою для всіх дітей віком від 6 до 16 років.
Шкільний рік в Норвегії триває з середини серпня до кінця червня наступного року. Різдвяні свята з середини грудня до початку січня історично поділяють норвезький шкільний рік на два семестри. В даний час другий семестр починається на початку січня.

## Історія
Організована освіта в Норвегії була ще в середньовічні часи. Церковні школи були побудовані для навчання священиків у Тронхеймі, Осло, Бергені та Хамарі незабаром після того, як Норвегія стала архієпархією у 1153 році.
Після реформування церкви Норвегії в 1537 р. (Норвегія увійшла в союз з Данією в 1536 р.), церковні школи перетворювалися на латинські школи, і всі ринкові міста обов'язково мали таку школу.
У 1736 навчальні заняття з читання стали обов'язковими для всіх дітей, але воно стало ефективним лише через кілька років. У 1827 році Норвегія впровадила folkeskole (народну школу). Початкова школа стала обов'язковою для дітей віком 7 років у 1889 році та 9 років у 1969 році. У 1970-х і 1980-х роках folkeskole було скасовано та введено grunnskole.
Традиційно бідніші округи, такі як Фіннмарк та Хедмарк, мають найбільшу частку жителів, які отримали тільки обов'язкову початкову освіту — 38 %.

## Освіта сьогодні
Норвезька шкільна система може бути розділена на три частини: початкова школа (Barneskole, 6-13 років), середня школа (Ungdomsskole, 13-16 років) та старша школа (Videregående skole, 16-19 років). Рівні Barneskole та Ungdomsskole які зазвичай називають Grunnskole (перекл. «початкова школа») є обов'язковими для всіх дітей віком від 6 до 16 років.
Учні часто змінюють школу, коли вони вступають до середньої школи, і майже завжди повинні змінювати школу, коли вони вступають до старшої школи, тому що більшість шкіл мають лише один з рівнів.

### Початкова школа (Barneskole, 1-7 класи, 6-12 років)
У перший рік початкової школи учні більшу частину свого часу грають у навчальні ігри та вивчають соціальні структури, алфавіт, додавання й віднімання, а також базові знання англійської мови. У 2-7 класах вони знайомляться з математикою, англійською мовою, наукою, релігією (зосереджуючись не тільки на християнстві, але й на всіх інших релігіях, їх цілі та їх історії), естетиці та музиці які доповненюються географією та історією в п'ятому класі. На цьому рівні немає офіційних оцінок. Проте вчитель часто пише коментар, аналіз та іноді робить неофіційний тест. Тести потрібно брати додому та показувати батькам. Існують також тести, які дозволяють вчителеві дізнатись потребує учень допомоги у школі або навпаки, має успіхи.

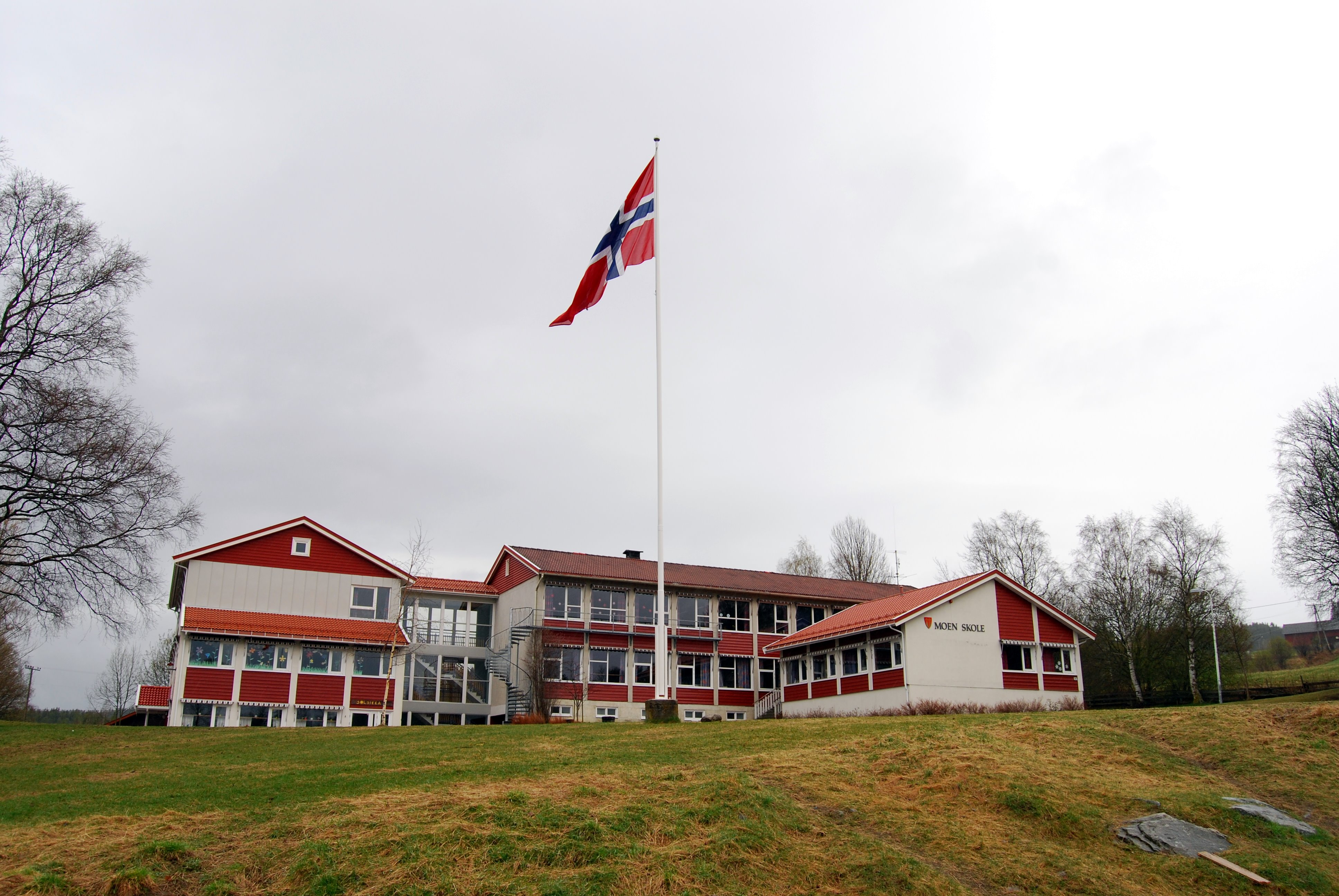
Школа Моен, комуна Гран

### Середня школа (Ungdomsskole, 8-10 класи, 13-16 років)
Коли учні вступають до середньої школи, у віці 12 або 13 років, вони починають отримувати оцінки. Їхні оцінки разом з їхнім місцезнаходженням в країні визначатимуть, чи будуть вони прийняті до старшої школи чи ні. З восьмого класу, студенти можуть вибрати один предмет (valgfag). Типові предмети, що пропонуються: німецька, французька або іспанська, а також додаткові англійські та норвезькі заняття. До освітньої реформи у серпні 2006 року учні могли вибрати практичні предмети, а не мови. Підлітки, народжені у 1999 році та пізніше, можуть знову вибрати практичні предмети таким чином отримуючи можливість вибору двох додаткових.
У 2009 році норвезькі діти показали кращі результати в програмі PISA ніж діти інших скандинавських країн, зі значним поліпшенням з 2006 року. Однак в математиці найкращі оцінки впродовж трьох років отримують учні в Шанхаї.

### Старша школа (Videregående skole, VG1-VG3 класи, 16-19 років)
Середня освіта в Норвегії представлена, в основному, державними школами: у 2007 році 93 % учнів середньої школи відвідували державні школи. До 2005 року Норвезьке законодавство передбачало незаконність приватних загальноосвітніх шкіл, якщо вони не пропонували релігійну або педагогічну альтернативу, тому єдиними приватними школами, що існували, були релігійні (християнські), Штейнер/Вальдорф, школи Монтессорі та Даніельсен. Перші «стандартні» приватні гімназичні школи відкрилися восени 2005 року.
До 1994 року існувало три відділення старшої школи: «загальне» (мова, історія і т. д.), «комерційне» (бухгалтерський облік тощо) та «професійне» (електроніка, столярство тощо) навчання. Шкільна реформа 1994 року («Реформа 94») об'єднала ці галузі в єдину систему.
З моменту впровадження реформи Kunnskapsløftet восени 2006 року, учень може подати заявку на загальне навчання (studypesialisering) або професійне навчання (yrkesfag). Всередині цих основних шляхів існує безліч підтипів, за якими треба слідкувати. Середня школа зазвичай пропонує загальноосвітню та професійну навчальну програму. Професійні дослідження зазвичай мають типову структу, яка називається «модель 2+2». Після двох років навчання у школі (з семінарами та коротким стажуванням в майстернях) учень проходить навчання на підприємстві чи державній установі протягом двох років. Учбовий процес поділяється на один рік навчання та один рік практики. Однак деякі навчальні плани можуть виконуються школі, а інші розраховані на 3 роки навчання, а не 2.
Нова реформа також вимагає обов'язкового включення ІТ у шкільну освіту.
Учні, які закінчили старшу школу, називають себе Russ.

## Вчителі в норвезьких школах
Назви педагогів у норвезьких школах різняться залежно від ступеня їх освіти.
- Дошкільний вчитель (Førskolelærer або barnehagelærer): ці вчителі працюють переважно в дитячих садках та перших чотирьох класах початкової школи. Аби стати дошкільним учителем в Норвегії, потрібен ступінь бакалавра.

- Ад'юнкт (Adjunkt): ці вчителі, в основному, працюють з 5-10 класами, але деякі, також, працюють в старших класах викладаючи деякі предмети. Щоб стати ад'юнктом потрібний ступінь бакалавра з певного предмету. Більшість ад'юнктів вивчали інші предмети більш детально (вчитель математики вивчав фізику глибше, але це дає йому змогу викладати обидва предмети). Крім того, потрібний один курс педагогіки.

- Викладач (Lektor): викладачі працюють у старших та середніх класах, з 8 класу до третього року старшої школи. Викладачі мають ступінь магістра з університету, а також пройшли курс педагогіки. Лектори зазвичай мають більш академічний підхід до навчання, ніж інші вчителі.[8]

## Вища освіта

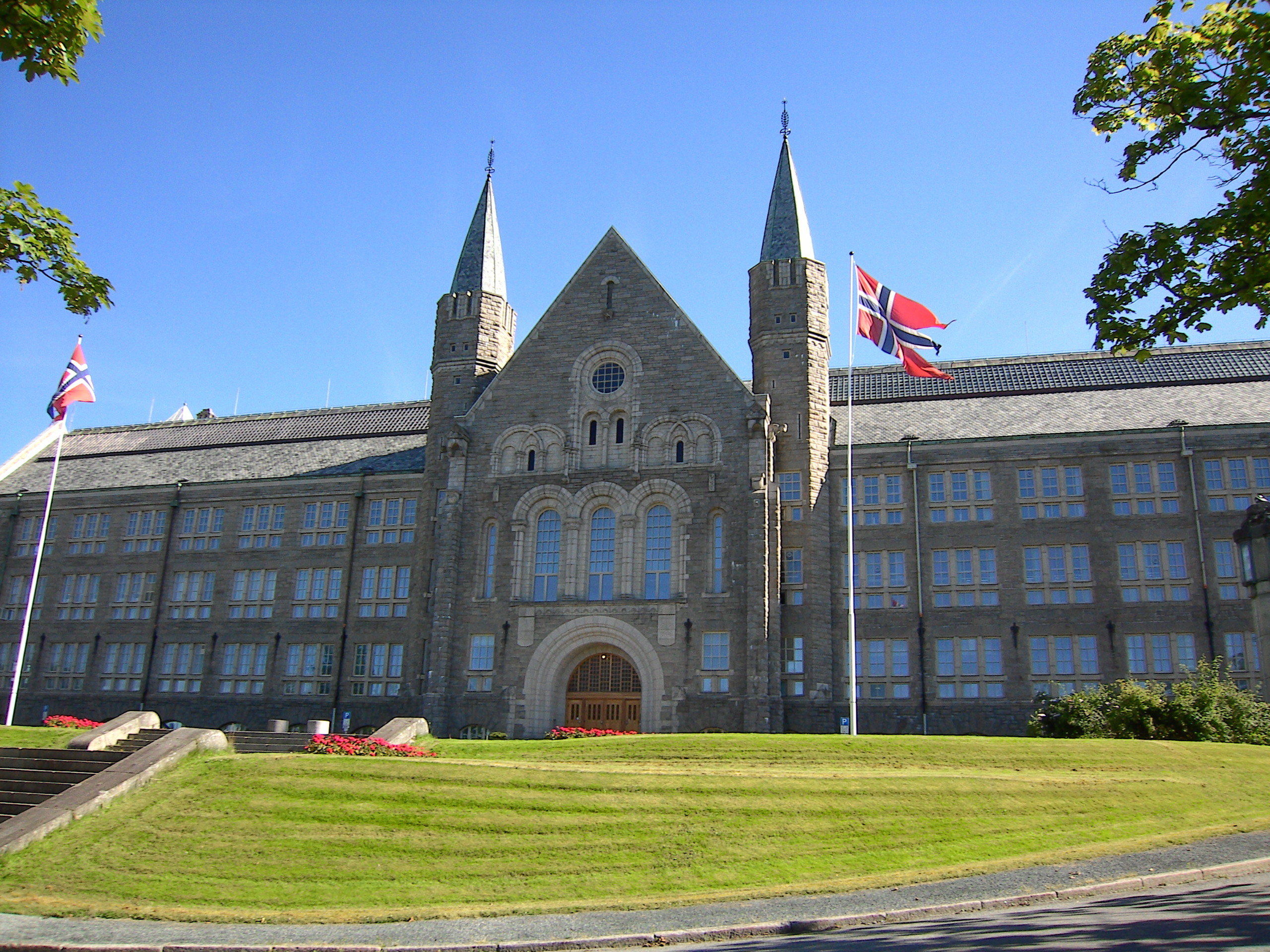
Головний корпус Норвезького університету наук та технологій в Тронгеймі.

Вищу освіту студенти отримують поза межами школи. Щоб вступити до більшості вищих навчальних закладів абітурієнти повинні отримати загальний сертифікат про вступ до університету (generell studiekompetanse). Його можна отримати у старшій школі або за законом 23/5, особа повинна бути старше 23 років, мати 5 років освіти і досвіду роботи (разом) та скласти іспити з норвезької мови, математики, природничих наук, англійської мови та соціології. Деякі ступені також вимагають спеціальних факультативів другого та третьої класів (наприклад, математика та фізика для інженерних досліджень).
Якщо абітурієнтів більше ніж вільних місць, абітурієнти оцінюються відповідно до їхніх оцінок зі старшої школи. Щоб вступити до навчальних закладів, які зазвичай потребують високого середнього балу, таких як медицина, право або інженерія, багато учнів складають іспити повторно щоб поліпшити свій середній бал.
Вища освіта широко поділяється на:

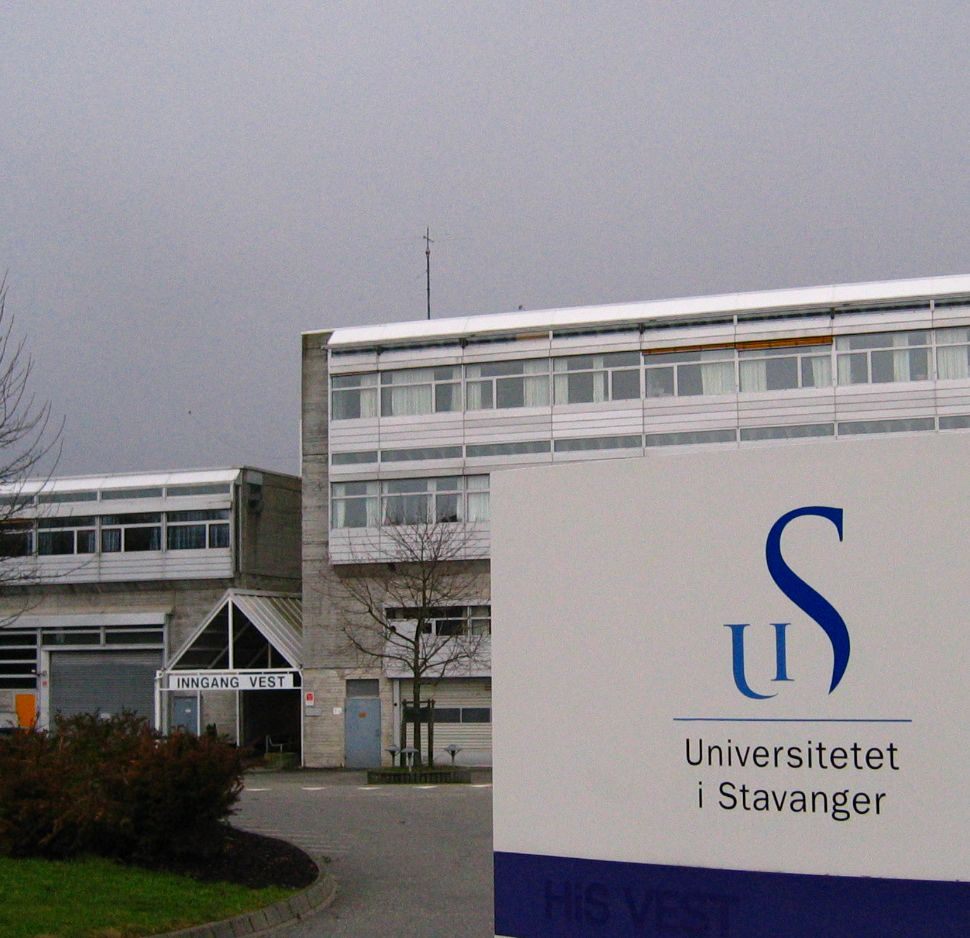
Ставангерський університет

- Університети, які зосереджені на теоретичних дисциплінах (мистецтвознавство, гуманітарні науки, природничі науки). Ступінь бакалавра студенти отримують через 3 роки навчання, магістра — 5 років та докторський ступінь через 8 років. Університети також проводять ряд професійних досліджень, включаючи право, медицину, стоматологію, фармацію та психологію, але це, як правило, окремі кафедри, які мають відношення до решти університетських установ.

- Університетські коледжі (høyskole), які пропонують широкий спектр освітніх виборів, включаючи університетські ступені бакалавра, магістра та докторантури, інженерні ступені та такі професії як вчитель та медсестра. Система оцінок така ж, як і для університетів.

- Приватні школи, які, як правило, спеціалізуються на популярних спеціальностях, але з обмеженими можливостями у державних школах, таких як управління бізнесом, маркетинг або образотворче мистецтво.

## Система оцінювання
Норвегія має кілька різних систем оцінювання, як унікальних, так і міжнародних. Раніше найпоширеніша система оцінок, що використовувалась на рівні університетів, базувалась на шкалі від 1,0 (найкраща) до 6,0 (найгірша).
В школах використовують шкалу від 1 до 6, 6 — найвищий бал, 2 — найнижчий. Для простих тестів оцінки часто доповнюються плюсом або мінусом (за винятком 6+ та 1-). Проте, оцінки отримані студентами на фінальній роботі, — це 1, 2, 3, 4, 5 або 6. 6 — еквівалент A +, 5 — A або A-, 4 в діапазоні B, 3 в діапазон C і так далі.